# Zeki Çelik
Mehmet Zeki Çelik (Yıldırım, 17 februari 1997) is een Turks voetballer die doorgaans als rechtsback speelt. Hij verruilde Lille OSC in juli 2022 voor AS Roma. Çelik debuteerde in 2018 in het Turks voetbalelftal.

## Clubcarrière
Çelik speelde in de jeugd bij Bursaspor, dat hem tijdens het seizoen 2015/16 verhuurde aan Birlikspor. Daarmee speelde hij op het vierde niveau van Turkije. Na terugkomst verkocht Bursaspor hem aan Istanbulspor. Hiermee promoveerde hij in zijn eerste seizoen van de 2. Lig naar de 1. Lig. Nadat hij ook daarin een heel seizoen basisspeler was, durfde Lille OSC het met hem aan en haalde het Çelik naar de Ligue 1.
Coach Christophe Galtier stelde Çelik in zijn eerste seizoen op het hoogste niveau meteen 34 keer op. Zo behoorde hij tot de kern van het team van Lille dat dat jaar nummer twee van Frankrijk werd. Als gevolg hiervan debuteerde Çelik in september 2019 in de Champions League, tegen Ajax. Na een vierde plaats in 2019/20 werd hij in 2020/21 Frans landskampioen met Lille. Het was de tweede keer in negen jaar dat een andere club dan Paris Saint-Germain de titel won. Çelik zag na dat seizoen zes belangrijke medespelers vertrekken en eindigde in 2021/22 met Lille in de middenmoot.
Çelik vertrok in juli 2022 zelf ook uit Frankrijk en tekende een contract tot medio 2026 bij AS Roma. Hiervoor speelde in in zijn eerste seizoen 24 wedstrijden, waarvan 16 vanaf de aftrap. Zijn ploeggenoten en hij werden dat jaar zesde in de Serie A en bereikten de finale van de Europa League.

## Clubstatistieken
| Seizoen | Club         | Land               | Competitie | Competitie | Competitie | Beker | Beker | Internationaal | Internationaal | Totaal | Totaal |
| Seizoen | Club         | Land               | Competitie | Wed.       | Dlp.       | Wed.  | Dlp.  | Wed.           | Dlp.           | Wed.   | Dlp.   |
| ------- | ------------ | ------------------ | ---------- | ---------- | ---------- | ----- | ----- | -------------- | -------------- | ------ | ------ |
| 2015/16 | Bursaspor    | Vlag van Turkije   | Süper Lig  | —          | —          | —     | —     | —              | —              | 0      | 0      |
| 2015/16 | → Birlikspor | Vlag van Turkije   | TFF 3. Lig | 34         | 0          | 1     | 0     | —              | —              | 35     | 0      |
| 2016/17 | Istanbulspor | Vlag van Turkije   | TFF 2. Lig | 31         | 0          | 0     | 0     | —              | —              | 31     | 0      |
| 2017/18 | Istanbulspor | Vlag van Turkije   | TFF 1. Lig | 33         | 3          | 5     | 0     | —              | —              | 38     | 3      |
| 2018/19 | Lille OSC    | Vlag van Frankrijk | Ligue 1    | 34         | 1          | 2     | 0     | —              | —              | 36     | 1      |
| 2019/20 | Lille OSC    | Vlag van Frankrijk | Ligue 1    | 23         | 0          | 3     | 0     | 6              | 0              | 32     | 0      |
| 2020/21 | Lille OSC    | Vlag van Frankrijk | Ligue 1    | 29         | 3          | 2     | 0     | 4              | 1              | 35     | 4      |
| 2021/22 | Lille OSC    | Vlag van Frankrijk | Ligue 1    | 32         | 2          | 1     | 1     | 7              | 0              | 40     | 3      |
| 2022/23 | AS Roma      | Vlag van Italië    | Serie A    | 24         | 0          | 2     | 0     | 8              | 0              | 34     | 0      |
| 2023/24 | AS Roma      | Vlag van Italië    | Serie A    | 17         | 0          | 1     | 0     | 11             | 0              | 29     | 0      |
| 2024/25 | AS Roma      | Vlag van Italië    | Serie A    | 31         | 0          | 2     | 0     | 10             | 1              | 43     | 1      |
| Totaal  | Totaal       | Totaal             | Totaal     | 288        | 9          | 19    | 1     | 46             | 2              | 353    | 12     |

Bijgewerkt tot en met het seizoen 2024/25.

## Interlandcarrière
Çelik maakte deel uit van verschillende Turkse nationale jeugdselecties. Hij debuteerde op 5 juni 2018 in het Turks voetbalelftal. Bondscoach Mircea Lucescu liet hem toen een minuut voor tijd invallen tijdens een oefeninterland tegen Rusland. Datzelfde jaar mocht hij verschillende keren beginnen tijdens wedstrijden in de UEFA Nations League. Bondscoach Şenol Güneş nam Çelik in 2021 mee naar het EK 2020, zijn eerste eindtoernooi.

## Erelijst
| Competitie            |              |              |              |              |
| Competitie            | Aantal       | Jaren        |              |              |
| Istanbulspor          | Istanbulspor | Istanbulspor | Istanbulspor | Istanbulspor |
| --------------------- | ------------ | ------------ | ------------ | ------------ |
| Kampioen TFF 2. Lig   | 1x           | 2016/17      |              |              |
| Lille OSC             |              |              |              |              |
| Ligue 1               | 1x           | 2020/21      |              |              |
| Trophée des Champions | 1x           | 2021         |              |              |

2 Rensch ·
3 Angeliño ·
4 Cristante ·
5 N'Dicka ·
7 Pellegrini  ·
11 Dovbyk ·
12 Abdulhamid ·
14 Sjomoerodov ·
15 Hummels ·
16 Paredes ·
17 Koné ·
18 Soulé ·
19 Çelik ·
21 Dybala ·
23 Mancini ·
25 Nelsson ·
34 Salah-Eddine ·
35 Baldanzi ·
56 Saelemaekers ·
61 Pisilli ·
66 Sangaré ·
89 Marin ·
92 El Shaarawy ·
99 Svilar ·
Coach: Ranieri
1 Günok ·
2 Çelik ·
3 Demiral ·
4 Söyüncü ·
5 Yokuşlu ·
6 Tufan ·
7 Ünder ·
8 Toköz ·
9 Karaman ·
10 Çalhanoğlu ·
11 Yazıcı ·
12 Bayındır ·
13 Meraş ·
14 Antalyalı ·
15 Kabak ·
16 Ünal ·
17 B. Yılmaz  ·
18 R. Yılmaz ·
19 Kökçü ·
20 Ömür ·
21 Kahveci ·
22 Ayhan ·
23 Çakır ·
24 Aktürkoğlu ·
25 Müldür ·
26 Dervişoğlu ·
Coach: Güneş
1 Günok ·
2 Çelik ·
3 Demiral ·
4 Akaydın ·
5 Yokuşlu ·
6 Kökçü ·
7 Aktürkoğlu ·
8 Güler ·
9 Tosun ·
10 Çalhanoğlu  ·
11 Yazıcı ·
12 Bayındır ·
13 Kaplan ·
14 Bardakcı ·
15 Özcan ·
16 Yüksek ·
17 Kahveci ·
18 Müldür ·
19 Yıldız ·
20 Kadıoğlu ·
21 Yılmaz ·
22 Ayhan ·
23 Çakır ·
24 Kılıçsoy ·
25 Akgün ·
26 Yıldırım ·
Coach: Montella